# Лядовка (Брянская область)
Лядовка — поселок в Клинцовском районе Брянской области, в составе Лопатенского сельского поселения.

## География
Находится в западной части Брянской области на расстоянии приблизительно 13 км на северо-запад по прямой от районного центра города Клинцы.

## История
Известен с 1920-х годов. Старинное слово «ляда», «лядо» - пустошь, заросль, покинутая и заросшая лесом земля, запущенные заросли.
На карте 1941 года был отмечен как поселок с 27 дворами.

## Население
Численность населения: 50 человек (1926), 13 человек (2002), 9 человек (2010), 8 человек (2013).
Будет упразднен как фактически не существующий в связи с переселением всех жителей на постоянное место жительства в другие населённые пункты